# Czapla (Schiff)
Die ORP Czapla (deutsch: „Reiher“) war das fünfte von sechs Minensuchbooten der Jaskółka-Klasse der polnischen Marine und wurde 1938–1939 gebaut. Diese Boote waren auch als Minenleger und zur U-Boot-Jagd vorgesehen und die einzigen Kriegsschiffe, die in Polen vor dem Zweiten Weltkrieg hergestellt wurden.
Das Boot wurde am 1. September 1939 vorzeitig in Dienst gestellt und versah einen aktiven Dienst von nur 14 Tagen – am 14. September 1939 wurde es bei einem deutschen Luftangriff versenkt.

## Marine der zweiten polnischen Republik
Mit Beginn des deutschen Überfalls auf Polen wurde die Czapla ohne Probefahrten am 1. September 1939 vorzeitig in Dienst gestellt. Zum Kommandanten wurde Kapitan Marynarki Eligiusz Ceceniowski bestellt.
Am Morgen des 1. September verließ die polnische Flotte mit dem Minenleger Gryf, dem Zerstörer Wicher, den Minensuchern Jaskółka, Mewa, Rybitwa, Czajka, Żuraw und der Czapla sowie den Kanonenbooten General Haller und Komendant Piłsudski die Basis in Gdingen, um nach Hela zu verlegen und die „Operation Rurka“ durchzuführen. Dabei sollte die Danziger Bucht mit einer Minensperre gegen Angriffe der deutschen Linienschiffe Schleswig-Holstein und Schlesien geschützt werden.
Während der Überfahrt griffen 33 Sturzkampfbomber vom Typ Ju 87 des Lehrgeschwaders 1 die Flotte an, die „Operation Rurka“ musste abgebrochen werden. Bei diesem Angriff erhielten die Gryf, Wicher und auch Mewa Schäden durch Nahtreffer. Letztere musste von der Rybitwa nach Hela geschleppt werden. Die Mewa verblieb in Hela, während die fünf unbeschädigten Minensucher zum Marinehafen von Jastarnia beordert wurden, wo sie bis Mitte September stationiert blieben.
Beim nächsten Einsatz der Minensuchboote am 3. September blieben Żuraw und Czapla in Jastarnia, da ihre Ruderanlagen ausgefallen waren. Dort unterstützten sie die Luftabwehr. Bei weiteren Operationen wurden sie nicht mehr eingesetzt.
Am 14. September erschienen um 10.00 Uhr 11 Sturzkampfbombern vom Typ Ju 87 der 4./Trägergruppe 186 über Jastarnia. Bei diesem Luftangriff wurde die Jaskółka zerstört, als ein Treffer im Munitionsdepot einen Brand auslöste. Auch die Czapla erhielt einen Treffer, der ein großes Loch in die Steuerbordwand riss. Das Boot bekam Schlagseite und sank. Rybitwa und Czajka wurden beschädigt. Ebenfalls versenkt wurden bei diesem Angriff das Vermessungsboot Pomorzanin und der Schlepper Lech.
Die Czapla war strukturell so stark beschädigt, dass sich eine Reparatur für die Deutschen nicht lohnte und sie das Wrack später verschrotteten.